# Gmach Urzędu Pocztowego nr 1 w Szczecinie
Gmach Urzędu Pocztowego nr 1 w Szczecinie – monumentalny budynek pocztowy w Szczecinie przy alei Niepodległości na rogu ulicy Bogurodzicy. Budynek zabytkowy, sąsiaduje z Pałacem Ziemstwa Pomorskiego.

## Historia
Gmach jest zbudowany w typowym dla architektury Szczecina i Pomorza Zachodniego stylu ceglanego neogotyku. Powstał w 1905 r., architektem był Otto Hintze. Przeznaczony był dla Pruskiej Poczty Królewskiej. Posiada dwa monumentalne portale – na dziedziniec gmachu mogły wjeżdżać przez nie tramwaje bagażowe, o czym świadczą zachowane szyny tramwajowe. Przed budynkiem rosną cztery okazy dębów szypułkowych.
Obecnie budynek należy do Poczty Polskiej S.A. (mieszczą się tu jej oddziały rejonowe i regionalne, a także Urząd Pocztowy nr 1).
Gmach (nr. rej. A-826 z 27.08.1993) znajduje się w rejestrze zabytków.

## Galeria

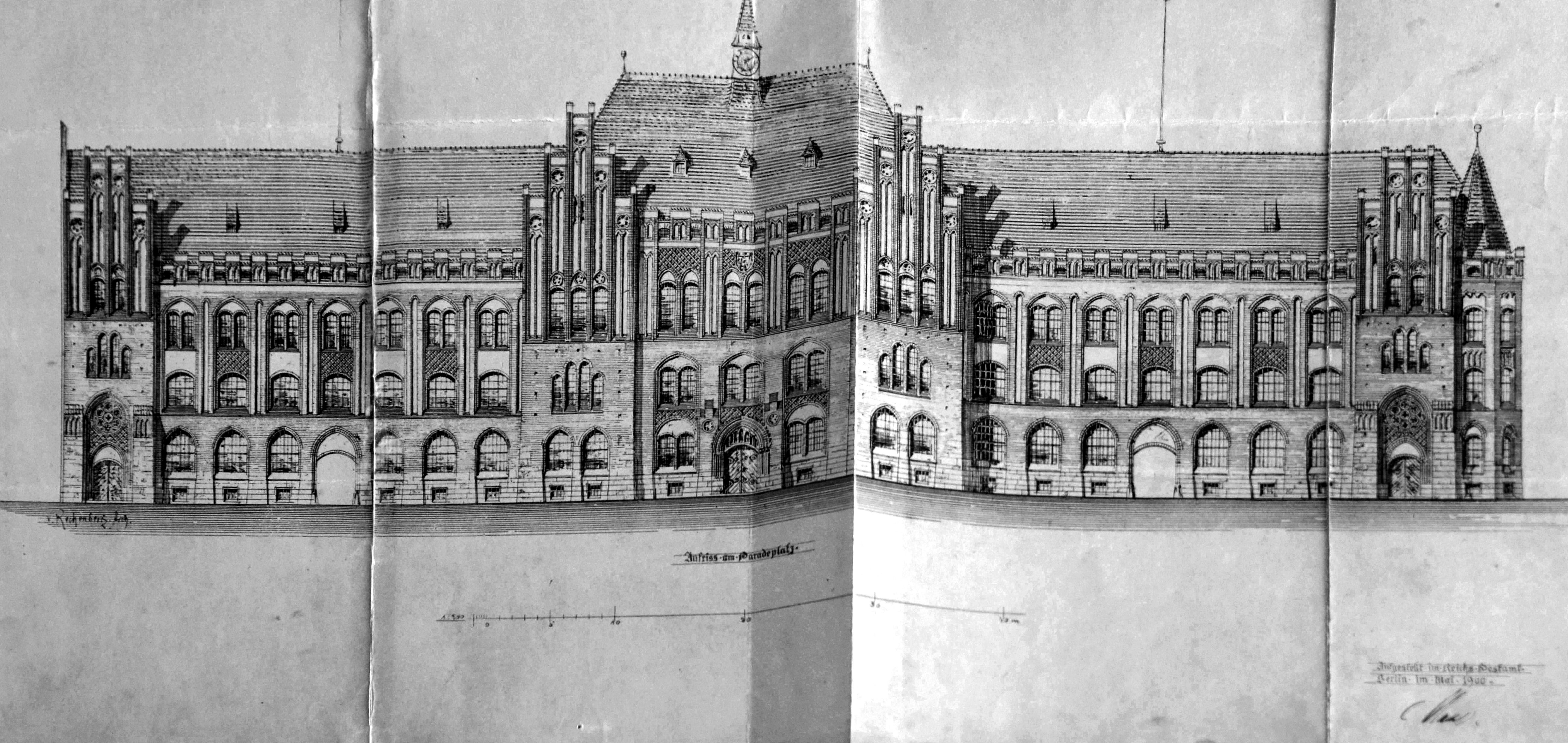
Oryginalne (z 1901 r.) rysunki fasady budynku
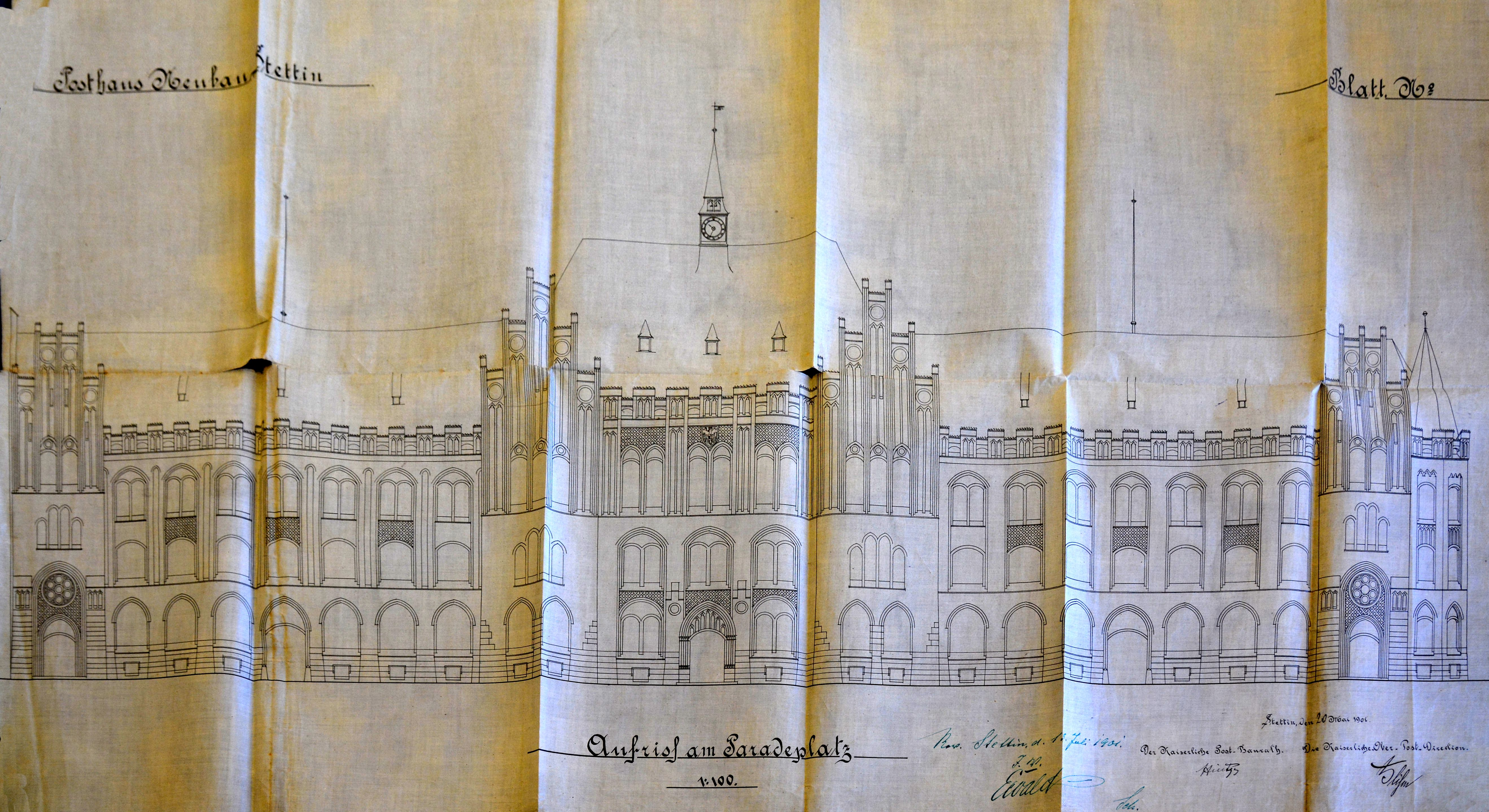
Oryginalne (z 1901 r.) rysunki fasady budynku
- Dzisiejsza aleja Niepodległości z budynkiem dyrekcji poczty